# 梁万吉
梁 万吉（リャン・マンギル、朝鮮語: 량만길、1941年4月16日 - ）は、朝鮮民主主義人民共和国の政治家。

## 経歴
1941年4月16日、日本統治下の朝鮮半島にて生まれる。1990年に朝鮮民主主義人民共和国国家計画委員会行政組織局長に起用されたのが初のキャリアである。
1998年に平壌市人民委員会委員長に就任しており、2006年に一度任を解かれたが、2010年に再び平壌市人民委員会委員長に就任し、2012年9月まで務めた.。
また1998年、2003年と2期連続で朝鮮民主主義人民共和国最高人民会議代議員に選出された。
2011年、金正日が逝去した際の国葬に際しては、朝鮮民主主義人民共和国国家葬儀委員会に107番目のメンバーとして選ばれている。